# إرنست ليندنر (رسام)
إرنست ليندنر (بالألمانية: Ernest Lindner)‏ هو رسام نمساوي، ولد في 1 مايو 1897 في فيينا في النمسا، وتوفي في 4 نوفمبر 1988 في ساسكاتون في كندا.